# マンスフィールド地震
マンスフィールド地震 (2021 Mansfield earthquake) は、オーストラリア南東部ヴィクトリア州マンスフィールドより南南東に53kmの地点で発生した地震。2021年9月22日午前9時15分（現地時間）に発生し、モーメントマグニチュードの値は5.9であった。地震はメルボルンの建物に軽微な損害を与え、一人が負傷した。揺れはニューサウスウェールズ州やオーストラリア首都特別地域の他、タスマニアでも観測された。
地震は、オーストラリア南東部においては10~20年に一度起こるまれな現象であり、住民の中にはパニックに陥る者もいたという。同国スコット・モリソン首相（当時）は「大変憂慮すべき出来事」だと述べた。